# Saint-Vigor-des-Mézerets
Saint-Vigor-des-Mézerets è un ex comune francese di 248 abitanti situato nel dipartimento del Calvados, nella regione della Normandia. Dal 1º gennaio 2017 è stato accorpato con Lassy e Saint-Jean-le-Blanc per formare il comune di Terres de Druance, del quale costituisce comune delegato.  

## Società

### Evoluzione demografica
Abitanti censiti